# Domenico Capriolo
Domenico Capriolo (Venezia, 1494 – Treviso, 1528) è stato un pittore italiano.

## Biografia
In un primo tempo lavorò nella bottega del suocero Pier Maria Pennacchi, poi maturò il suo stile, avvicinandosi alla maniera di Palma il Vecchio. Alcune sue opere sono firmate e datate. 
Tra le sue opere si ricordano l'Adorazione dei pastori (1518), ora presente ai Musei civici di Treviso e il Ritratto di Lelio Torelli (1528), ispirato allo stile di Lorenzo Lotto.
Morì assassinato dal patrigno.

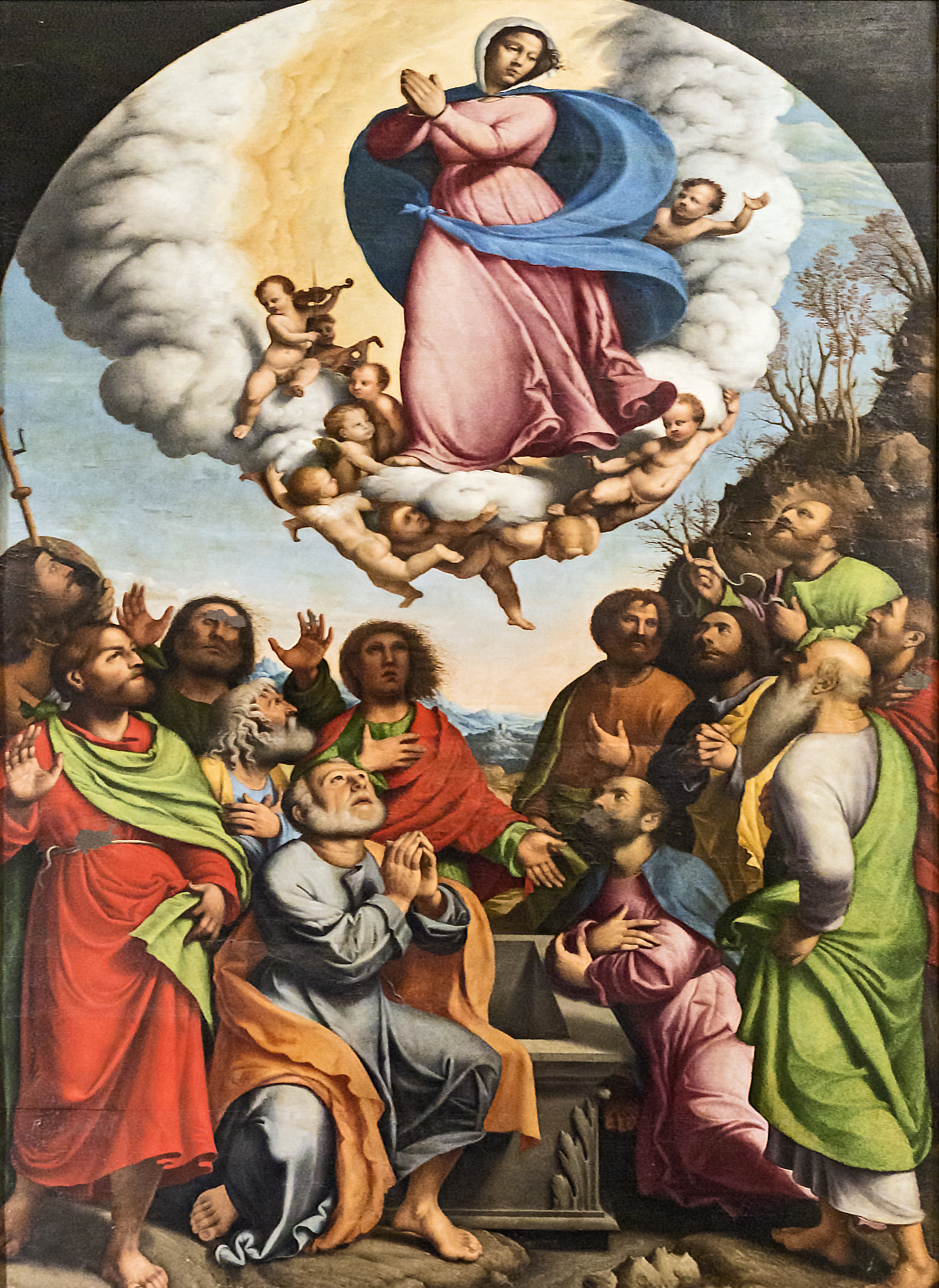
Assunzione della Vergine Duomo di Treviso
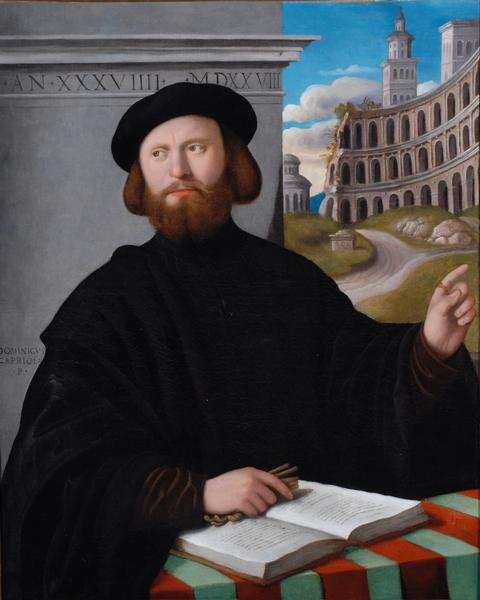
Ritratto di Lelio Torelli Bowes Museum a Barnard Castle